# صلخد
صلخد مدينة في محافظة السويداء في سوريا، وهي مركز في جنوب السويداء يتبع لها عدد من البلدات والقرى والمناطق، لها أهمية تاريخية كبيرة وكانت مركز قيادي في جنوب سوريا وحظيت بأهمية في عصر الإمبراطورية الرومانية وفيها الكثير من الآثار الرومانية وآثار هامة تعود إلى عصور مختلفة منها العهد الأيوبي الإسلامي ومن آثارها التاريخية التي تعود لهذا العهد:
- قلعة صلخد قلعة أثرية والحصن الأيوبي الذي بناه الأيوبيين فوق تل بركاني بالمدينة يطل شامخا على المدينة. ويربطها بقلعة بصرى نفق يمتد تحت الأرض بين المدينتين لمسافة كبيرة كانت تسير فيها العربات التي تجرها الخيول والآليات الحربية في العصور القديمة.
- مئذنة صلخد التي كانت تعلو مسجد في المدينة بقيت المأذنة وتعود إلى العهد الأيوبي ولا تزال بحالة حسنة توجد في الساحة الرئيسية للمدينة. ويعلوها اسم عز الدين آيبك حيث كان وإلى على المدينة في عهد الملك عيسى بن العادل.
- بقايا مدافن أيوبية وفيها مخطوطات ووثائق إسلامية عربية تعود للعهد الأيوبي.
- في مدينة صلخد الكثير من الآثار والمباني التي تعود للعصر الروماني.

تضم المدينة على أغلبية من الموحدون الدروز وأقلية مسيحية كبيرة.

## المناخ
يظهر الجدول التالي التغييرات المناخية على مدار السنة لصلخد:
| البيانات المناخية لـصلخد              | البيانات المناخية لـصلخد | البيانات المناخية لـصلخد | البيانات المناخية لـصلخد | البيانات المناخية لـصلخد | البيانات المناخية لـصلخد | البيانات المناخية لـصلخد | البيانات المناخية لـصلخد | البيانات المناخية لـصلخد | البيانات المناخية لـصلخد | البيانات المناخية لـصلخد | البيانات المناخية لـصلخد | البيانات المناخية لـصلخد | البيانات المناخية لـصلخد |
| الشهر                                 | يناير                    | فبراير                   | مارس                     | أبريل                    | مايو                     | يونيو                    | يوليو                    | أغسطس                    | سبتمبر                   | أكتوبر                   | نوفمبر                   | ديسمبر                   | المعدل السنوي            |
| ------------------------------------- | ------------------------ | ------------------------ | ------------------------ | ------------------------ | ------------------------ | ------------------------ | ------------------------ | ------------------------ | ------------------------ | ------------------------ | ------------------------ | ------------------------ | ------------------------ |
| متوسط درجة الحرارة الكبرى °م (°ف)     | 9.3 (48.7)               | 10.2 (50.4)              | 13.9 (57.0)              | 19.0 (66.2)              | 24.4 (75.9)              | 28.4 (83.1)              | 29.7 (85.5)              | 30.2 (86.4)              | 28.3 (82.9)              | 26.2 (79.2)              | 17.5 (63.5)              | 11.4 (52.5)              | 20.7 (69.3)              |
| متوسط درجة الحرارة الصغرى °م (°ف)     | −0.4 (31.3)              | 1.7 (35.1)               | 3.9 (39.0)               | 7.4 (45.3)               | 11.2 (52.2)              | 14.5 (58.1)              | 16.1 (61.0)              | 16.6 (61.9)              | 14.8 (58.6)              | 11.6 (52.9)              | 7.1 (44.8)               | 2.7 (36.9)               | 8.9 (48.1)               |
| الهطول مم (إنش)                       | 64 (2.5)                 | 61 (2.4)                 | 50 (2.0)                 | 16 (0.6)                 | 9 (0.4)                  | 0 (0)                    | 0 (0)                    | 0 (0)                    | 0 (0)                    | 11 (0.4)                 | 25 (1.0)                 | 55 (2.2)                 | 291 (11.5)               |
| المصدر: Climate-Data.org,Climate data |                          |                          |                          |                          |                          |                          |                          |                          |                          |                          |                          |                          |                          |

## أعلام
- ابن أبي أصيبعة